# Eva Maria Kohl

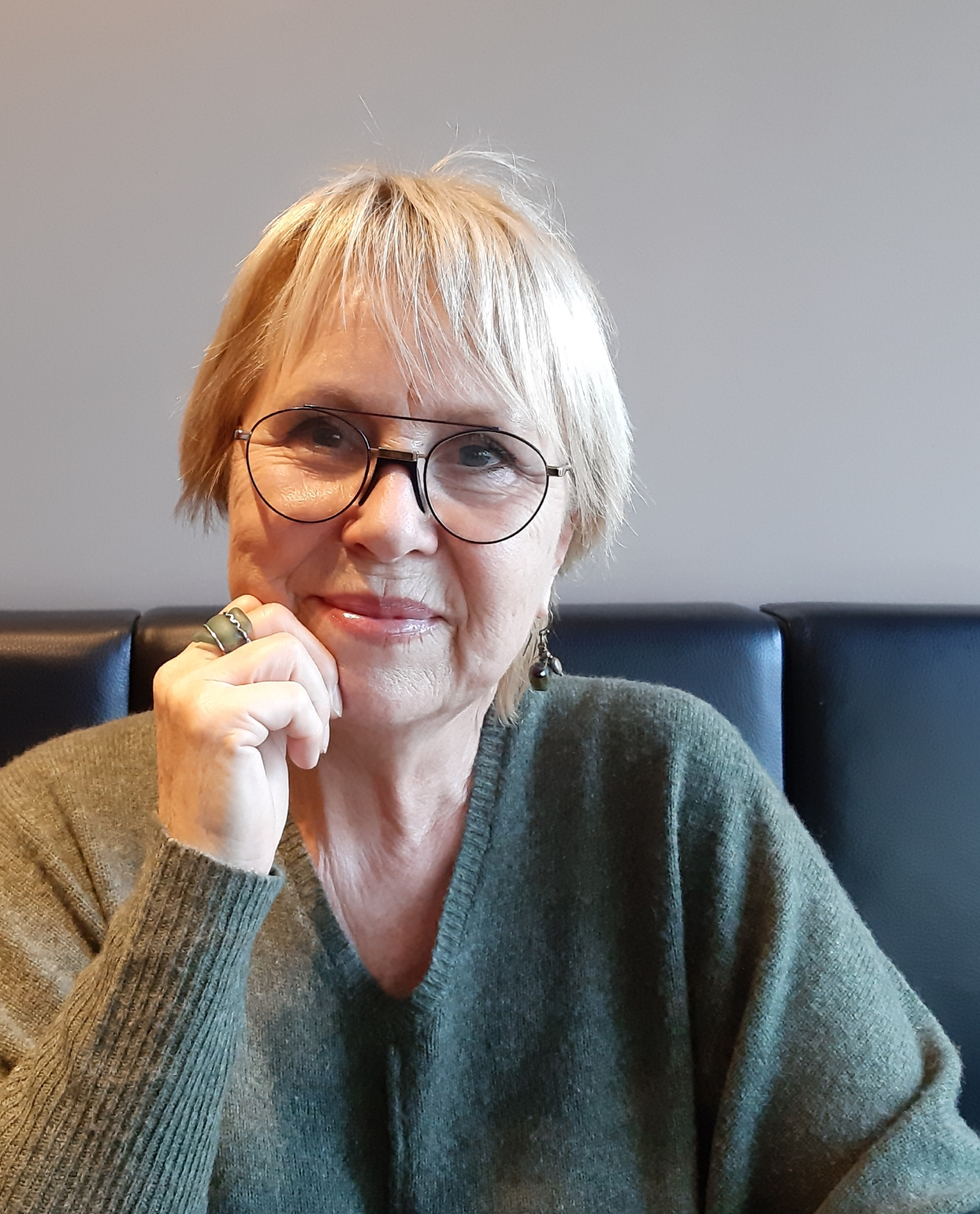
Eva Maria Kohl (2019)

Eva Maria Kohl (* 24. November 1947 in Freiberg/Sachsen) ist eine deutsche Schriftstellerin und Pädagogin.

## Leben
Eva Maria Kohl wurde als Tochter des Bildhauers Gottfried Kohl geboren. Ihre Kindheit und Schulzeit verbrachte sie in Dresden. Sie studierte Germanistik und Kunsterziehung an der Humboldt-Universität zu Berlin mit einem Abschluss als Diplomfachlehrerin. Nach dem Studium arbeitete sie als Wissenschaftliche Mitarbeiterin im DDR-Zentrum für Kinderliteratur. Ihre Dissertation schrieb sie über sprachliche Phantasie und Fabulierkunst bei Kindern.
Ab 1978 war sie freischaffend als Schriftstellerin und Kunstpädagogin tätig. Sie veröffentlichte zahlreiche Kinderbücher, Hörspiele, Sprachspielbücher. Von 1995 bis 1998 war sie Hochschuldozentin an der Gesamthochschule Kassel (GhK). Seit 1998 war sie Professorin für Grundschuldidaktik-Deutsch an der Martin-Luther-Universität Halle-Wittenberg. In dem von ihr 1999 an der Hallenser Universität gegründeten Archiv für Kindertexte werden freie Texte von Kindern aus über einhundert Jahren gesammelt, aufbewahrt und der Forschung zugänglich gemacht.
Eva Maria Kohl ist Mitglied des Friedrich-Bödecker-Kreises in Sachsen-Anhalt (FBK).

## Veröffentlichungen (Auswahl)

### Veröffentlichungen und Lehrmaterialien
- Die Wolke ist ein Wandersmann. Erfahrungen mit schreibenden Schülern. (Reihe Resultate Nr. 5). Kinderbuchverlag, Berlin 1978.
- Ich schreibe. Kinderbuchverlag, Berlin 1989.
- Zauberstift. Schreib-Spiele Nr. 1 bis 5. Verlag Volk und Wissen, Berlin, ab 1993.
- Lehrerband zu den Zauberstiften 1–5. Abenteuer Sprache. Freies Schreiben in der Grundschule, Verlag Volk und Wissen, Berlin 1994
- Spielzeug Sprache. Ein Werkstattbuch. Luchterhand, Neuwied 1995, Neuauflage: Beltz & Gelberg, Weinheim 2004, 2. erweiterte Auflage, Beltz & Gelberg, Weinheim 2006.
- Mäuseverse und Riesengeschichten. Eine Schreibwerkstatt mit Kindern. Kallmeyer, Seelze 2000.
- Unterwegs mit Geschichten. Ein Materialpaket. Fünf Lesetexte, eine Hör-CD und ein methodisches Material. Kallmeyer, Seelze 2002.
- Vor und hinter der Tür. Ein Erzähl-und Schreibspiel. Kallmeyer, Seelze 2005.
- Schreibspielräume. Freies und kreatives Schreiben mit Kindern. Kallmeyer, Seelze 2005.
- Rund um Kreatives Schreiben. Kopiervorlagen für den Unterricht in der Grundschule. Cornelsen, Berlin 2007.
- Rund um Märchen. Kopiervorlagen für den Unterricht in der Grundschule. Cornelsen, Berlin 2007.
- Eva Maria Kohl, Alexandra Ritter: Sprachspielereien. Hörbuch auf der Textgrundlage von Franz Fühmanns „Die dampfenden Hälse der Pferde im TURM zu Babel“. Friedrich Verlag, Velber 2009.
- Herr Buchmann stellt vor: Kinderbibliotheken in Sachsen-Anhalt. Eine Multimedia CD für Kinder und Erwachsene, hg. vom Deutschen Bibliotheksverband e.V. und der MLU - Halle, Projektleitung: Eva Maria Kohl, Norbert Schulz, Michael Ritter, Alexandra Ritter, Halle/Saale 2010
- Eva Maria Kohl, Michael Ritter: Schreibszenarien. Wege zum kreativen Schreiben in der Grundschule. Kallmeyer in Verbindung mit Klett, Friedrich Verlag, Velber 2010.
- Kinder & Märchen. Was Erwachsene wissen sollten, Kallmeyer in Verbindung mit Klett, Seelze 2014.
- Märchen von den Dingen. Die Schulschreiberkinder in Laucha, Hasenverlag, Halle/Saale 2015
- Eva Maria Kohl, Michael Ritter: Kindheitsgeschichten. Eine Spurensuche in der ostdeutschen Kinderliteratur. Edition Schwarzdruck, Gransee 2022.
- Raila Karst, Eva Maria Kohl: Schreibräume eröffnen. Kreatives Schreiben in der Grundschule. Kallmeyer in Verbindung mit Klett, Friedrich Verlag, Velber 2024.
- Eva Maria Kohl: Erzähl- und Schreibspiel "Sitzplätze". Ein Bildkarten-Set für die Grundschule. Kallmeyer in Verbindung mit Klett, Friedrich Verlag, Velber 2024.

### Erzählungen und Hörspiele für Kinder und Jugendliche
- Es sollte ewig Sonntag sein, Verlag Neues Leben, Berlin 1976
- Pablo, Verlag Junge Welt, Berlin 1976
- Der verlorene Schlüssel. Kinderhörspiel l (1981)
- Blauer Mond und Kuckucksuhr, Kinderbuchverlag, Berlin 1982
- Jovan und das Land der schwarzen Berge, Verlag Junge Welt, Berlin 1982
- Eine kleine Party bei Beate. Kinderhörspiel (1983)
- Leila Schreck in der Wolke. Kinderhörspiel (1983)
- Der Koffer mit dem doppelten Boden, Kinderbuchverlag, Erstauflage: Kinderbuchverlag, Berlin 1984, Neuauflage: Tabu Verlag, Meisinger 1995
- Vorsicht Kröten. Kinderhörspiel (1987)
- Ein Haus zieht aus. Als Kinderhörspiel und als Theaterstück, 1990, Als Bilderbuch: Kinderbuchverlag, Berlin 1992, Neuauflage: Friedrich Verlag, Velber 2002
- ABC-Kistchen. Lesetexte für die Grundschule, Verlag Volk und Wissen, Berlin 1994 (Anna Konda, Anton liebt Nina, Reimsalat mit Hase und Ente, Tier-ABC)
- Wanda Wind, Tabu Verlag, Meisinger 1996
- Unterwegs mit Geschichten. Lesetexte für die Grundschule (Unterwegs, Heimweg, Ein Haus zieht aus, Der Kirschkern, Ach du, mein König, Ach du, mein Schatz), Kallmeyersche Verlagsbuchhandlung GmbH, Seelze 2002

### Für Erwachsene
- Die blaue Stunde, Hörspiel (1984)
- Requiem für blaue Schuhe, Hörspiel (1988)
- Die Rose, das Holz und der schwarze Turmalin. Gedichte. Edition Schwarzdruck, Gransee 2019
- Wendezeiten-Zeitenwende. Zwei Tagebuchtexte. Edition Schwarzdruck, Gransee 2020. ISBN 978-3-96611-010-5